# Tsachurische Sprache
Tsachurisch (auch zachurisch; Eigenbezeichnung: цIаIхна миз [tsʼaʕχna miz]) ist eine nordostkaukasische (nachisch-dagestanische) Sprache und gehört zur Untergruppe der lesgischen Sprachen.
Es wird von ca. 13.000 Menschen in Aserbaidschan und von ca. 7.000 in der autonomen Republik Dagestan (Russische Föderation) gesprochen.

## Schrift

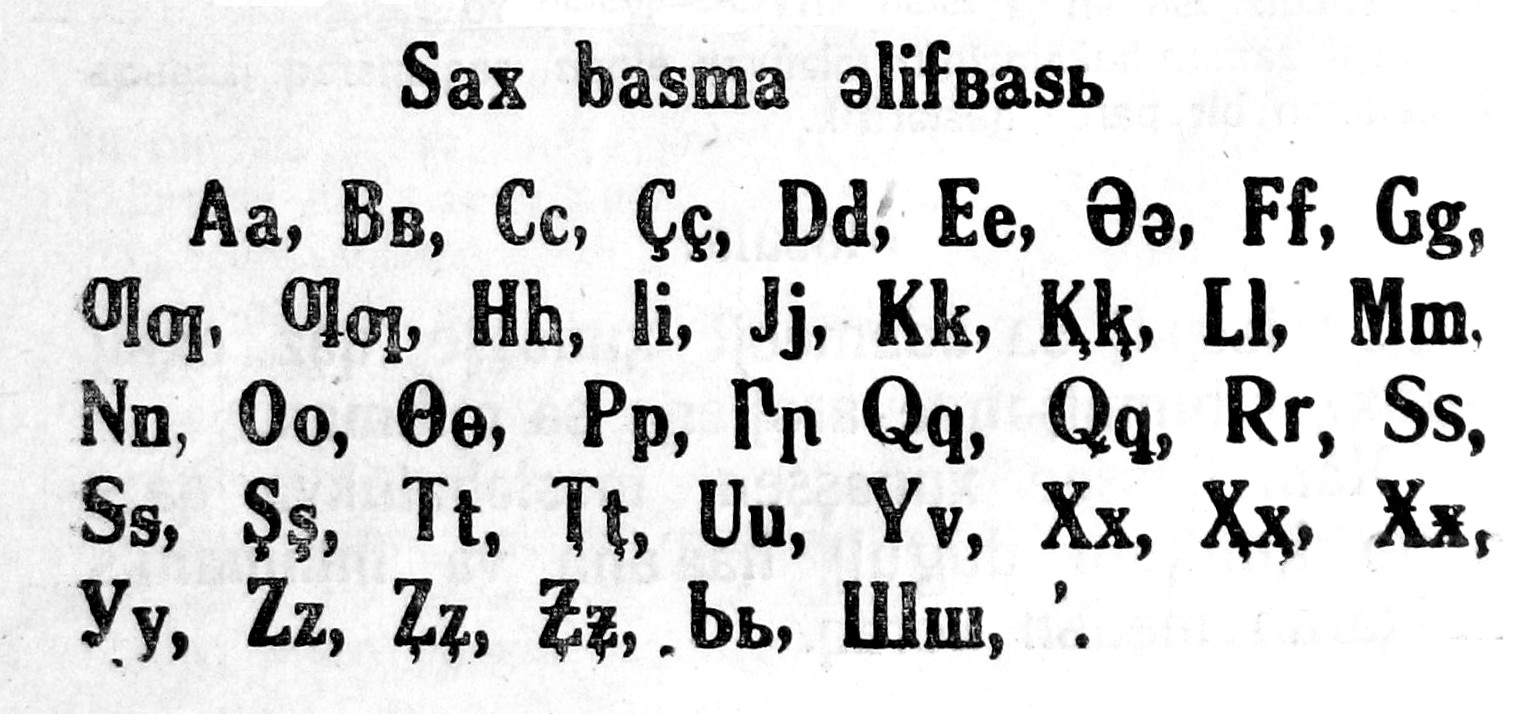
Tsachurisches Lateinalphabet 1934

In den dreißiger Jahren wurde in Aserbaidschan ein kurzlebiges Experiment mit einer eigenen lateinisch-basierten Schriftsprache mit einigen Sonderzeichen gestartet. 
Neuerdings wird das Tsachurische wieder als Schriftsprache verwendet, wobei in Russland das kyrillische Alphabet zur Verschriftung verwendet wird. Seit 1995 erscheint in Dagestan die Zeitung Nur in tsachurischer Sprache.
Modernes Tsachurische Alphabet:
| А а   | АI аI | Б б   | В в | Г г   | ГI гI | Гъ гъ | Гь гь | Д д   | Дж дж |
| Е е   | Ё ё   | Ж ж   | З з | И и   | Й й   | К к   | КI кI | Къ къ | Кь кь |
| Л л   | М м   | Н н   | О о | ОI оI | П п   | ПI пI | Р р   | С с   | Т т   |
| ТI тI | У у   | УI уI | Ф ф | Х х   | Хъ хъ | Хь хь | Ц ц   | ЦI цI | Ч ч   |
| ЧI чI | Ш ш   | Щ щ   | Ъ ъ | Ы ы   | ЫI ыI | Э э   | Ь ь   | Ю ю   | Я я   |

## Sprachliche Situation

Tsachurisch (Nr. 14) im Umfeld der Nordostkaukasischen Sprachfamilie

In Aserbaidschan benutzen die Tsachuren an Stelle ihrer eigentlichen Muttersprache auch das Aserbaidschanische. Die Tsachuren in Dagestan sind meist mehrsprachig und benutzen als Schriftsprache zumeist Russisch, seltener auch Awarisch oder Aserbaidschanisch.
Die tsachurische Sprache ist vom Aussterben bedroht, da sie unter starkem Assimilierungsdruck von Seiten des Aserbaidschanischen und des Russischen steht.

## Sprachliche Charakteristiken
Das tsachurische Lautsystem ist reich an Vokalen und Konsonanten. Tsachurisch ist eine Ergativsprache und verfügt über 4 Nominalklassen und 18 Kasus. Die Sprache zeigt das Phänomen der Suffixaufnahme. Am Verb werden Numerus, Tempus und Modus markiert. 

## Textprobe
Эфирылхъа цIаIхна миз хъигъивчIу
ЦIаIхни миллетни (йихъбишди) тарихей лайикьукана иш вухьа: апрельни санчил 2002-ъэсди сен Республика Дагъыстанни Радиое цIаIхни мизел радиостудие ачмишхьа. Мана миллет гьивааджсди мей, ед’на миз гьивааджесди мей, меденийят инкишаф гьаъасди мей, халкьын до ахты хъаъасди мей, гейб хебна ишобна. [...]